# Флаг Чердынского городского округа
Флаг муниципального образования Че́рдынский городской округ Пермского края Российской Федерации — опознавательно-правовой знак, служащий официальным символом муниципального образования.
Ныне действующий флаг первоначально был утверждён 18 декабря 2009 года как флаг Чердынского муниципального района и внесён в Государственный геральдический регистр Российской Федерации с присвоением регистрационного номера 5884.
Законом Пермского края от 25 марта 2019 года № 374−ПК все муниципальные образования Чердынского муниципального района были преобразованы в Чердынский городской округ.
Решением Думы Чердынского городского округа от 27 февраля 2020 года № 153 флаг Чердынского муниципального района был утверждён флагом Чердынского городского округа.
Решением Думы Чердынского городского округа от 28 мая 2020 года № 215 было утверждено новое положение о флаге Чердынского городского округа не повлекшее изменений рисунка и описания флага.

## Описание
«Прямоугольное полотнище жёлтого цвета с отношением ширины к длине 2:3, на котором воспроизведены основные фигуры герба района — в центре обращённый от древка лось, идущий по земле, воспроизведённой вплотную к нижнему краю, над ним княжья корона. Изображения выполнены в красном, жёлтом, белом, чёрном и зелёном цветах».
Геральдическое описание герба гласит: «В золотом поле чёрный идущий по зелёной земле обращённый лось с золотыми же глазами и копытами, сопровождённый во главе княжеской короной с золотой дужкой, украшенной самоцветами и завершённой золотой же державой и с червлёной шапкой, подложенной горностаевым мехом, на которой вверху по сторонам от дужки нашиты жемчужины».

## Символика
Княжеская корона указывает на то, что чердынская земля была изначально центром Перми Великой, а город Чердынь — её столицей.
Чёрный цвет на флаге символизирует благоразумие, мудрость, скромность, честность и вечность бытия.
Красный цвет — символ храбрости, мужества, красоты и труда.
Жёлтый цвет (золото) — символ высшей ценности, богатства, величия, постоянства, силы и великодушия.
Зелёный цвет символизирует жизнь, радость, надежду, а также природные богатства территории.

## История
Первый флаг Чердынского района был утверждён решением Районного Собрания Чердынского района 10 ноября 2003 года № 498. Описание флага гласило:

Флаг Чердынского района представляет собой прямоугольное полотнище с отношением ширины к длине 2:3, с двухцветным изображением поля флага. Верхнее — белое, нижнее — зелёное, в соотношении 2/3 к 1/3. На белом поле в центре изображение лося, основного элемента герба г. Чердынь. Габаритная высота изображения лося на флаге должна составлять 1/3 ширины полотнища флага.

Цвета флага символизируют: белый — чистоту, добро, чистоту помыслов жителей района; зелёный — плодородие земли, обширные лесные просторы и луга района.
3 июня 2009 года, решением Земского Собрания Чердынского муниципального района № 585, предыдущее решение было признано утратившим силу и данный флаг был утверждён флагом муниципального образования «Чердынский муниципальный район».
18 декабря 2009 года, решением Земского Собрания Чердынского муниципального района № 711, предыдущее решение было признано утратившим силу и был утверждён новый, ныне действующий, флаг Чердынского муниципального района.
4 мая 2010 года, решением Земского Собрания Чердынского муниципального района № 16, было повторно признано утратившим силу решение от 3 июня 2009 года № 585, и повторно утверждён ныне действующий флаг.